# Panama ved sommer-OL 2024
Panama deltog i sommer-OL 2024 i Paris, Frankrig fra 26. juli til 11. august 2024.
Atheyna Bylon vant sølv for Panama i boksing, mellemvægt for kvinder

## Medaljer
| 2024 Paris | Guld | Sølv | Bronze | Total |
| Panama     | 0    | 1    | 0      | 1     |

### Medaljevinderne
| Panama under sommer-OL 2024 i Paris | Panama under sommer-OL 2024 i Paris | Panama under sommer-OL 2024 i Paris | Panama under sommer-OL 2024 i Paris | Panama under sommer-OL 2024 i Paris |
| Medalje                             | Navn                                | Sport                               | Event                               | Dato                                |
| ----------------------------------- | ----------------------------------- | ----------------------------------- | ----------------------------------- | ----------------------------------- |
| Silver                              | Atheyna Bylon                       | Boksning                            | Damernes 75 kg                      | 10. aug                             |